# Valeria von Mailand
Valeria von Mailand († um 60 in Mailand) war der Überlieferung zufolge eine frühchristliche Märtyrin.
Valeria gilt als Ehefrau des Heiligen Vitalis von Ravenna und Mutter der Heiligen Gervasius und Protasius, doch gibt es auch Überlieferungen, die in ihr eine geweihte Jungfrau sehen. Nach der Hinrichtung ihres Mannes in Ravenna wollte Valeria diesen bestatten, was man ihr verweigerte. Daraufhin zog sie nach Mailand, wo sie wenige Tage später selbst wegen ihres Glaubens das Martyrium erlitt. Da für Vitalis heute meist das Martyrium unter Kaiser Mark Aurel für wahrscheinlicher gehalten wird als die Datierung in die Zeit des Kaisers Nero, gilt auch die klassische Datierung des Martyriums der Valeria in die Zeit um 60 als nachträgliche Frühdatierung.
Valeria wird als Heilige verehrt. Ihr Gedenktag ist, gemeinsam mit Vitalis, der 28. April.